# Устье (приток Которосли)
У́стье — река в Ярославской области России. Длина — 153 километра, площадь бассейна 2530 км², средний расход воды в 42 км от устья 10,3 м³/сек.

## Описание
Река вытекает из болота с. Заозерье Угличского района. Вначале течёт в восточном направлении по территории современного Борисоглебского и Ростовского районов. У посёлка Семибратово она круто поворачивает на юг и около с. Николо-Перевоз сливается с р. Вёксой, образуя реку Которосль.
Ширина русла колеблется от 10 до 40 м, глубина от 0,2 до 2 м. Река Устье на своем протяжении пересекает несколько геоморфологических районов, как бы спускаясь с вышележащих высотных ступеней на нижележащие. Этим объясняется быстрое течение и прихотливый характер блуждания русла, которое непрерывно изгибается, часто разветвляясь на рукава и образуя осередки и пойменные острова.
По берегам — на террасах и зандровых холмах реки сохранились спелые сухие (беломошные, лишайниковые и вересковые) живописные сосняки.
Река имеет пять основных притоков, протяжённостью более 20 км, это: р. Луть — 20 км, р. Могза — 84 км, р. Шула — 25 км, р. Лига — 31 км, р. Ильма — 32 км. Десять притоков протяжённостью от 10 до 20 км — Нарица, Пура, Лехта, Ласковка, Дериножка, Талица, Звениха, Инбожка, Горда, Болжбина и порядка 42 притоков менее 10 км.
На реке — посёлки городского типа Борисоглебский и Семибратово.

## Основные притоки
(расстояние от устья)
- 15 км: река Луть (лв)
- 19 км Сума (пр)
- 24 км: река Могза (Мокза) (лв)
- 32 км: река Пура (лв)
- 43 км: река Шула (пр)
- 67 км: река Лига (пр)
- 87 км: река Лехта (лв)
- 89 км: река без названия, у с. Горки (лв)
- 100 км: река Ильма (пр)
- 101 км: река Дериножка (лв)
- 114 км: река Ивровка (лв)
- 116 км река Пореченка (пр)
- 119 км: река Талица (пр)
- 125 км река Чурсовка (лв)
- 127 км река Векса (пр)
- 133 км: река Звениха (Бортинка) (лв)
- 139 км река Иналовка (лв)
- 141 км река Нибожка (лв)
- 142 км река Горда (пр)
- 144 км: река Болжбина (пр)

## История
В прошлом река Устье впадала в озеро Неро.